# マロノニトリル
マロノニトリル (malononitrile) とは有機化合物の一種で、マロン酸から誘導されるジニトリル。アセトアミドに似た軽い臭いを示す。シアノ基の強い電子求引性によりメチレン基の酸性は高く、活性メチレン化合物としての性質を持ち、有機合成の中間体とされる。毒物及び劇物取締法の劇物に該当する。

## 合成
シアノアセトアミドの脱水により合成する。脱水剤は、リン酸トリクロリド (POCl3)、五塩化リン (PCl5)を用いることができる。
{\displaystyle {\ce {NCCH2C(=O)NH2 -> H2C(CN)2\ + H2O}}}

## 反応
活性メチレン化合物として、塩基により容易にカルバニオン (NCCH−CN) を発生させることができる。クネーフェナーゲル縮合の基質となる。
{\displaystyle {\ce {R-CHO\ +H2C(CN)2\ +{\mathit {base}}->R-CH=C(CN)2}}}
臭素によりジブロモ化したのちに銅粉で還元的に二量化させると、テトラシアノエチレン (TCNE) が得られる。
{\displaystyle {\ce {H2C(CN)2\ +KBr\cdot \ Br2->KBr\cdot \ [Br2C(CN)2]4}}}
{\displaystyle {\ce {[Br2C(CN)2]4\ +Cu\ {\mathit {powder}}->(NC)2C=C(CN)2}}}